# 石垣市歌
「石垣市歌」（いしがきしか）は、沖縄県石垣市が制定した市歌である。作詞・玻座間里芳、作曲・仲里長宜。

## 解説
沖縄がアメリカ合衆国の統治下に在った1967年（昭和43年）4月8日に制定された。歌詞は懸賞募集に拠り、入選者の玻座間里芳は医学博士で戦後に台湾から引き揚げて石垣市内で産婦人科を営んでいた。
制定意義は「全市民の英知を集め限りない愛郷心を深め、お互いに市民が手を取り合って邁進していく心の結びつきと、新市の主とする明るい住みよい理想郷を建設致したいという主旨」とされ、4月21日に商工祭で発表演奏が行われた。石垣市役所では市歌の演奏機会について「市制施行記念式典（毎年七月一〇日）、市主催の成人式などで歌われる」としているが、公式サイトでは紹介されていない。